# Arabidopsis
Arabidopsis és un gènere de plantes amb flor dins de la família Brassicàcia o Brassicaceae.
Aquest gènere està molt estudiat, ja que a partir de 1980 l'espècie Arabidopsis thaliana s'ha convertit en el model per estudiar la biologia (amb especial atenció a la fisiologia i genètica) dels vegetals en general. L'any 2000 va ser la primera planta a tenir tot el genoma seqüenciat.
A Europa l'organisme de referència pels estudis sobre Arabidopsis és Nottingham Arabidopsis Stock Centre – NASC.
Les plantes d'aquest gènere tenen una distribució principalment europea però algunes espècies arriben a Àsia i Amèrica del nord. Arabidopsis thaliana està naturalitzada a pràcticament tot el món incloent-hi els Països Catalans:Catalunya, País Valencià i Balears (Mallorca i Menorca)
Aquest gènere és parasitat pel fong Albugo laibachii.

## Espècies i subespècies
Actualment el gènere Arabidopsis es considera que compta amb 9 espècies i 8 subespècies i que les espècies anteriorment condiderades dins d'aquest gènere eren polifilètiques.
- Arabidopsis arenosa (L.) Lawalrée,

A. arenosa subsp. arenosa
A. arenosa subsp. borbasii
- Arabidopsis cebennensis (D.C.)
- Arabidopsis croatica (Schott)
- Arabidopsis halleri (L.)

A. halleri subsp. halleri
A. halleri subsp. ovirensis (Wulfen)
A. halleri subsp. gemmifera (Matsumura)
- Arabidopsis lyrata (L.)

A. lyrata subsp. lyrata
A. lyrata subsp. petraea (Linnaeus)
Distribució: Europa, Sibèria Alaska i Yukon
A. lyrata subsp. kamchatica (Fischer ex D.C.)
- Arabidopsis neglecta (Schultes)
- Arabidopsis pedemontana (Boiss.)
- Arabidopsis suecica (Fries) Norrlin, Meddel.
- Arabidopsis thaliana (L.) Heynh.

## Espècies reclassificades
Les següents espècies ja no es considera que pertanyin al gènere Arabidopsis:
- A. bactriana =
- A. brevicaulis = Crucihimalaya himalaica
- A. bursifolia = Beringia bursifolia
- A. campestris = Crucihimalaya wallichii
- A. dentata = Murbeckiella pinnatifida
- A. drassiana =
- A. erysimoides = Erysimum hedgeanum
- A. eseptata = Olimarabidopsis umbrosa
- A. gamosepala = Neotorularia gamosepala
- A. glauca = Thellungiella salsuginea
- A. griffithiana = Olimarabidopsis pumila
- A. himalaica = Crucihimalaya himalaica
- A. huetii = Murbeckiella huetii
- A. kneuckeri = Crucihimalaya kneuckeri
- A. korshinskyi = Olimarabidopsis cabulica
- A. lasiocarpa = Crucihimalaya lasiocarpa
- A. minutiflora = Ianhedgea minutiflora
- A. mollis = Beringia bursifolia
- A. mollissima = Crucihimalaya mollissima
- A. monachorum = Crucihimalaya lasiocarpa
- A. mongolica = Crucihimalaya mongolica
- A. multicaulis = Arabis tibetica
- A. novae-anglicae = Neotorularia humilis
- A. nuda = Drabopsis nuda
- A. ovczinnikovii = Crucihimalaya mollissima
- A. parvula = Thellungiella parvula
- A. pinnatifida = Murbeckiella pinnatifida
- A. pumila = Olimarabidopsis pumila
- A. qiranica = Sisymbriopsis mollipila
- A. richardsonii = Neotorularia humilis
- A. russeliana = Crucihimalaya wallichii
- A. salsuginea = Thellungiella salsuginea
- A. sarbalica = Crucihimalaya wallichii
- A. schimperi = Robeschia schimperi
- A. stenocarpa = Beringia bursifolia
- A. stewartiana = Olimarabidopsis pumila
- A. stricta = Crucihimalaya stricta
- A. taraxacifolia = Crucihimalaya wallichii
- A. tenuisiliqua = Arabis tenuisiliqua
- A. tibetica = Crucihimalaya himalaica
- A. tibetica = Arabis tibetica
- A. toxophylla = Pseudoarabidopsis toxophylla
- A. trichocarpa = Neotorularia humilis
- A. trichopoda = Beringia bursifolia
- A. tschuktschorum = Beringia bursifolia
- A. tuemurnica = Neotorularia humilis
- A. verna = Drabopsis nuda
- A. virgata = Beringia bursifolia
- A. wallichii = Crucihimalaya wallichii
- A. yadungensis =